# Tarifa (Samborondón)
Tarifa es una parroquia rural del cantón Samborondón, provincia del Guayas en la República del Ecuador.

## Historia
Tarifa estaba anexado al cantón Samborondón hasta su creación el 10 de agosto de 1957 en vista a la solicitud del concejo cantonal de Samborondón para que se apruebe la ordenanza que eleva a parroquia rural el recinto denominado "Tarifa". Siendo aprobada en sesión celebrada por la corporación municipal el 30 de mayo de 1956 y publicada en el Registro Oficial el 23 de julio de 1957, en la administración del entonces presidente Camilo Ponce Enríquez.
En sus inicios Tarifa era un asentamiento humano llamado "Guare" que en idioma quechua significa tierra. 
A finales de 1970 la parroquia Tarifa ya contaba con sus primeras obras como fueron el templo de la Santísima Trinidad de Tarifa y el cementerio General. También se creó el Benemérito Cuerpo de Bomberos de Tarifa y se inauguró el muelle municipal. 
La población con la finalidad de promover la democracia en la parroquia gestiono la creación de la Junta Parroquial de Tarifa siendo su primer presidente Francisco Terranova Burbano.

## Población
Según el censo de población y vivienda del INEC del 2010, la parroquia cuenta con un aproximado de 15.956 habitantes.

## Límites
Los límites de la parroquia son al norte con la hacienda Santa Rosa, al sur con el  Río los Tintos, al este con el río Babahoyo y el estero tarifa, y al oeste, con los linderos sur de la Hacienda Miraflores y hasta el lindero Norte con la parroquia Juan Bautista Aguirre (Los Tintos) del Cantón Daule.